# Микроливади
Микроливади је насељено место у општини Паранести у периферији Источна Македонија и Тракија, Грчка. Према попису из 2021. године било је 6 становника.
Микроливади је 1913. године имао 85 житеља Турака. Године 1923. турско становништво је принудно исељено у Турску а на њихово место је насељено око 20 грчких избегличких породица, којих је на попису из 1928. године било 73. Село се раније звало Киранли.